# My Job Glasses
My Job Glasses est une startup française spécialisée dans les ressources humaines créée par Frédéric Voyer et Emilie Korchia en 2015. Son but est de mettre en relation des étudiants et des professionnels via des outils numériques,,,.

## Historique
L’entreprise My Job Glasses est créée en décembre 2015. En mars 2016, la première version du site My Job Glasses est lancée.
En juillet 2017, My Job Glasses est la première startup à intégrer station F au sein de l’incubateur HEC.
En juillet 2018, l’entreprise effectue sa première levée de fonds de 1,5 million d’euros.
En 2019, l’entreprise revendique plus de 100 000 personnes présentes sur la plateforme et plus de 2000 entreprises,.
En mai 2020, My Job Glasses annonce sa levée de fonds de 5 millions d'euros auprès de ses investisseurs historiques et fait entrer à son capital le fonds Alliance Entreprendre,.
En 2023, l'entreprise fait partie des lauréats de la première édition du programme French Tech 2030.

## Observatoire de l'emploi
En mars 2017, My Job Glasses publie son Observatoire du Premier emploi avec OpinionWay dévoilant que près d’un jeune sur deux quitte son premier emploi avant la fin de la première année en raison d'un trop grand décalage entre ses attentes et la réalité de son poste,.
En janvier 2020, My Job Glasses publie la deuxième édition de son Observatoire du Premier Emploi avec Ipsos dévoilant que les deux tiers des jeunes jugent que leur formation les a mal préparés à la recherche de leur premier emploi et à la réalité de la vie active et que 46% des jeunes actifs quittent leur premier emploi moins d'un an après leur embauche,,,  .

## Récompenses
En 2016, la startup remporte le concours « La Fabrique Aviva » dans la catégorie « Soutenir l’emploi », avec une aide de 50 000 euros,.
En octobre 2016, la startup remporte le Prix du jury lors du Challenge Startups #rmsconf,.